# Nilokeras Mensae
Le Nilokeras Mensae sono una struttura geologica della superficie di Marte.